# 勒皮埃克
勒皮埃克（法語：Le Puech）是法国埃罗省的一个市镇，属于洛代夫区（Lodève）洛代夫县（Lodève）。该市镇总面积15.86平方公里，2009年时的人口为221人。

## 人口
勒皮埃克人口变化图示